# Ayuntamiento de Chisináu
El Ayuntamiento de Chisináu (en rumano: Primăria municipiului Chișinău) es un edificio histórico de estilo gótico italiano situado en el sector central de Chisináu, la capital de Moldavia. Construido originalmente en 1901 para albergar la Duma de la Ciudad, el edificio fue prácticamente destruido durante la Segunda Guerra Mundial. Fue reconstruido en la posguerra basándose en las imágenes y planos que se conservaban.